# Trolleybus du Havre
Le trolleybus du Havre était un réseau de transports en commun de la ville du Havre. Le trolleybus fonctionne entre 1947 et 1970, en remplacement d'une partie du réseau de l'ancien tramway du Havre.

## Histoire
- 1er août 1947 : ouverture du réseau.
- 29 décembre 1970 : fermeture du réseau.

## Matériel roulant
Lors de la fermeture du réseau des trolleybus de Strasbourg en 1962, Le Havre rachète plusieurs véhicules de type Vétra VBRh.

## Annexe